# Quảng Nam – Đà Nẵng
Quảng Nam – Đà Nẵng (hay còn gọi là tỉnh Quảng Đà) là một tỉnh cũ nằm ở Duyên hải Nam Trung Bộ, Việt Nam. Tồn tại từ ngày 27 tháng 12 năm 1975 đến ngày 6 tháng 11 năm 1996. Địa giới hành chính tỉnh Quảng Nam – Đà Nẵng tương ứng với thành phố Đà Nẵng ngày nay.

## Vị trí địa lý và hành chính
Tỉnh Quảng Nam – Đà Nẵng có vị trí địa lý:
- Phía Bắc giáp tỉnh Thừa Thiên - Huế
- Phía Tây giáp Lào
- Phía Nam giáp tỉnh Quảng Ngãi và tỉnh Kon Tum
- Phía Đông giáp biển Đông

Tỉnh Quảng Nam – Đà Nẵng gồm thành phố Đà Nẵng (tỉnh lị), 2 thị xã: Tam Kỳ, Hội An và 14 huyện: Đại Lộc, Điện Bàn, Duy Xuyên, Giằng, Hiên, Hiệp Đức, Hòa Vang, Hoàng Sa, Núi Thành, Phước Sơn, Quế Sơn, Thăng Bình, Tiên Phước, Trà My.

## Lịch sử
Ngày 27 tháng 12 năm 1975, Chính phủ Cộng hòa Miền nam Việt Nam ban hành nghị quyết về việc hợp nhất hai tỉnh Quảng Nam và Quảng Tín và thị xã Đà Nẵng của chính quyền Việt Nam Cộng hòa thành tỉnh Quảng Nam – Đà Nẵng. Ba quận I, II, III của thị xã Đà Nẵng cũ trở thành đơn vị hành chính thuộc tỉnh Quảng Nam – Đà Nẵng.
Ngày 5 tháng 7 năm 1977, hợp nhất 3 ba quận I, II và III để thành lập thành phố Đà Nẵng thuộc tỉnh Quảng Nam – Đà Nẵng.
Từ đó, tỉnh Quảng Nam – Đà Nẵng có 14 đơn vị hành chính trực thuộc, bao gồm: thành phố Đà Nẵng (tỉnh lỵ), thị xã Hội An và 12 huyện: Đại Lộc, Điện Bàn, Duy Xuyên, Giằng, Hiên, Hòa Vang, Phước Sơn, Quế Sơn, Tam Kỳ, Thăng Bình, Tiên Phước, Trà My.
Ngày 4 tháng 2 năm 1982, thành lập huyện đảo Hoàng Sa.
Ngày 3 tháng 12 năm 1983, chia huyện Tam Kỳ thành thị xã Tam Kỳ và huyện Núi Thành.
Ngày 31 tháng 12 năm 1985, thành lập huyện Hiệp Đức trên cơ sở tách 2 xã thuộc huyện Thăng Bình, 4 xã thuộc huyện Quế Sơn và 2 xã thuộc huyện Phước Sơn.
Ngày 6 tháng 11 năm 1996, kì họp thứ 10 Quốc hội khóa IX ra Nghị quyết chia tỉnh Quảng Nam – Đà Nẵng để tái lập tỉnh Quảng Nam và thành lập thành phố Đà Nẵng trực thuộc trung ương: 
- Thành phố Đà Nẵng trực thuộc Trung ương gồm thành phố Đà Nẵng trực thuộc tỉnh và 2 huyện: Hòa Vang, Hoàng Sa.
- Tỉnh Quảng Nam gồm 2 thị xã: Tam Kỳ (tỉnh lị), Hội An và 12 huyện: Đại Lộc, Điện Bàn, Duy Xuyên, Nam Giang, Đông Giang, Hiệp Đức, Núi Thành, Phước Sơn, Quế Sơn, Thăng Bình, Tiên Phước, Trà My.